# Cantón de Crécy-la-Chapelle
El cantón de Crécy-la-Chapelle era una división administrativa francesa, que estaba situada en el departamento de Sena y Marne y la región de Isla de Francia.

## Composición
El cantón estaba formado por dieciocho comunas:
- Bouleurs
- Boutigny
- Condé-Sainte-Libiaire
- Couilly-Pont-aux-Dames
- Coulommes
- Coutevroult
- Crécy-la-Chapelle
- Esbly
- La Haute-Maison
- Montry
- Quincy-Voisins
- Saint-Fiacre
- Saint-Germain-sur-Morin
- Sancy
- Vaucourtois
- Villemareuil
- Villiers-sur-Morin
- Voulangis

## Supresión del cantón de Crécy-la-Chapelle
En aplicación del Decreto nº 2014-186 de 18 de febrero de 2014, el cantón de Crécy-la-Chapelle fue suprimido el 22 de marzo de 2015 y sus 18 comunas pasaron a formar parte del nuevo cantón de Serris.